# DeRuyter (Nueva York)
DeRuyter es un pueblo ubicado en el condado de Madison en el estado estadounidense de Nueva York. En el año 2000 tenía una población de 1,631 habitantes y una densidad poblacional de 13 personas por km².

## Geografía
DeRuyter se encuentra ubicado en las coordenadas 42°45′32″N 75°53′6″O / 42.75889, -75.88500.

## Demografía
Según la Oficina del Censo en 2000 los ingresos medios por hogar en la localidad eran de $ 34,911 y los ingresos medios por familia eran $41,417. Los hombres tenían unos ingresos medios de $30,909 frente a los $22,063 para las mujeres. La renta per cápita para la localidad era de $17,339. Alrededor del 11.8% de la población estaban por debajo del umbral de pobreza.